# EF Education–EasyPost
EF Education–EasyPost är ett professionellt cykelstall från USA som tillhör UCI World Tour. Stallet kom till inför säsongen 2007 för att hjälpa unga amerikaner att bli professionella cyklister när det ursprungliga laget TIAA-CREF lade ner. 
Continental-stallet TIAA-CREF startade 2004 som ett utvecklingslag och bestod av både professionella och amatörcyklister. När Slipstream Sports LLC tog över sponsorskapet, fortsatte dock TIAA-CREF att sponsra Slipstreams ungdomslag. Men inför säsongen 2008 valde man att anställa en del duktiga proffscyklister som tidigare har tävlat i Europa, för att kunna tävla i UCI ProTour, men hamnade i UCI Professional Continental Team-rankningen i stället. Sportdirektör och manager är den tidigare cyklisten Jonathan Vaughters.
Under 2008 hade stallet namnet Garmin-Chipotle. Sponsorn Chipotle Mexican Grill är en Colorado-baserad restaurangkedja som serverar mexikansk mat. I juni 2008 tog GARMIN över som huvudsponsor från Slipstream.
Lagets cyklister har vunnit många stora tävlingar. I maj 2012 vann Ryder Hesjedal etapploppet Giro d’Italia. Dan Martin har under sin tid i laget vunnit två av cykelsportens största klassiker, Liège–Bastogne–Liège och Giro di Lombardia.
Inför säsongen 2011 slogs laget samman med Cervélo TestTeam och bildade Garmin-Cervelo. Mellan 2012 och 2014 gick Sharp in som sponsor, och laget bytte namn till Garmin-sharp. Inför 2015 års säsong slogs laget ihop med Cannondale, och bytte därmed namn till Cannondale-Garmin.

## Laguppställning

### 2016
| Laguppställning 2016                                      | Laguppställning 2016 | Laguppställning 2016                  | Laguppställning 2016 |
| Namn                                                      | Födelsedatum         | Tidigare lag                          |                      |
| --------------------------------------------------------- | -------------------- | ------------------------------------- | -------------------- |
| Jack Bauer                                                | 7 april 1985         | Endura Racing (2011)                  |                      |
| Alberto Bettiol                                           | 29 oktober 1993      | Cannondale (2014)                     |                      |
| Patrick Bevin                                             | 15 februari 1991     | Avanti Racing Team (2015)             |                      |
| Matti Breschel                                            | 31 augusti 1984      | Tinkoff-Saxo (2015)                   |                      |
| Nathan Brown                                              | 7 juli 1991          | Bontrager (2013)                      |                      |
| André Cardoso                                             | 3 september 1984     | Caja Rural-Seguros RGA (2013)         |                      |
| Simon Clarke                                              | 18 juli 1986         | Orica-GreenEDGE (2015)                |                      |
| Lawson Craddock                                           | 20 februari 1992     | Giant-Alpecin (2015)                  |                      |
| Joe Dombrowski                                            | 12 maj 1991          | Team Sky (2014)                       |                      |
| Davide Formolo                                            | 25 oktober 1992      | Cannondale (2014)                     |                      |
| Phillip Gaimon                                            | 28 januari 1986      | Optum-Kelly Benefit Strategies (2015) |                      |
| Alex Howes                                                | 1 januari 1988       | Chipotle Development (2011)           |                      |
| Ben King                                                  | 22 mars 1989         | RadioShack-Leopard (2013)             |                      |
| Kristjan Koren                                            | 25 november 1986     | Cannondale (2014)                     |                      |
| Sebastian Langeveld                                       | 17 januari 1985      | Orica-GreenEDGE (2013)                |                      |
| Alan Marangoni                                            | 16 juli 1984         | Cannondale (2014)                     |                      |
| Moreno Moser                                              | 25 december 1990     | Cannondale (2014)                     |                      |
| Ryan Mullen                                               | 7 augusti 1994       | An Post-ChainReaction (2015)          |                      |
| Ramūnas Navardauskas                                      | 30 januari 1988      | Vélo-Club La Pomme Marseille (2010)   |                      |
| Pierre Rolland                                            | 10 oktober 1986      | Team Europcar (2015)                  |                      |
| Kristoffer Skjerping                                      | 4 maj 1993           | Joker (2014)                          |                      |
| Toms Skujiņš                                              | 15 juni 1991         | Hincapie Racing (2015)                |                      |
| Tom-Jelte Slagter                                         | 1 juli 1989          | Belkin (2013)                         |                      |
| Andrew Talansky                                           | 23 november 1988     | Amore & Vita-McDonald's (2009)        |                      |
| Rigoberto Urán                                            | 26 januari 1987      | Etixx-Quick Step (2015)               |                      |
| Dylan van Baarle                                          | 21 maj 1992          | Rabobank Development (2013)           |                      |
| Davide Villella                                           | 27 juni 1991         | Cannondale (2014)                     |                      |
| Wouter Wippert                                            | 14 augusti 1990      | Drapac Professional Cycling (2015)    |                      |
| Michael Woods                                             | 12 oktober 1986      | Optum-Kelly Benefit Strategies (2015) |                      |
| Ruben Zepuntke                                            | 29 januari 1993      | Bissell Development (2014)            |                      |
| Jonathan Dibben (1 aug–31 dec, trainee)                   | 12 februari 1994     | Team Wiggins (2016)                   |                      |
|                                                           |                      |                                       |                      |
| Källor: ProCyclingStats Cycling Quotient Cycling Archives |                      |                                       |                      |

### Garmin-Sharp 2012
| Namn                  | Födelsedag | Nationalitet   | Stall 2011              |
| --------------------- | ---------- | -------------- | ----------------------- |
| Jack Bauer            | 07.04.1985 | Nya Zeeland    | Endura Racing           |
| Tom Danielson         | 13.03.1978 | USA            |                         |
| Thomas Dekker         | 06.09.1984 | Nederländerna  | Chipotle Development    |
| Tyler Farrar          | 02.06.1984 | USA            | Garmin-Cervélo          |
| Koldo Fernández       | 13.09.1981 | Spanien        | Euskaltel-Euskadi       |
| Murilo Fischer        | 16.06.1979 | Brasilien      |                         |
| Nathan Haas           | 12.03.1989 | Australien     | Genesys Wealth Advisers |
| Heinrich Haussler     | 25.02.1984 | Australien     |                         |
| Ryder Hesjedal        | 09.12.1980 | Kanada         |                         |
| Alex Howes            | 01.01.1988 | USA            | Chipotle Development    |
| Robert Hunter         | 22.04.1977 | Sydafrika      | Team RadioShack         |
| Andreas Klier         | 15.01.1976 | Tyskland       |                         |
| Michel Kreder         | 15.08.1987 | Nederländerna  |                         |
| Raymond Kreder        | 26.11.1989 | Nederländerna  | Chipotle Development    |
| Christophe Le Mével   | 11.09.1980 | Frankrike      |                         |
| Martijn Maaskant      | 27.07.1983 | Nederländerna  |                         |
| Daniel Martin         | 20.08.1986 | Irland         |                         |
| David Millar          | 04.01.1977 | Storbritannien |                         |
| Ramūnas Navardauskas  | 30.01.1988 | Litauen        |                         |
| Thomas Peterson       | 24.12.1986 | USA            |                         |
| Jacob Rathe           | 13.03.1991 | USA            | Chipotle Development    |
| Sébastien Rosseler    | 15.07.1981 | Belgien        | Team RadioShack         |
| Peter Stetina         | 08.08.1987 | USA            |                         |
| Andrew Talansky       | 23.11.1988 | USA            |                         |
| Sep Vanmarcke         | 28.07.1988 | Belgien        |                         |
| Johan Vansummeren     | 04.02.1981 | Belgien        |                         |
| Christian Vande Velde | 22.05.1976 | USA            |                         |
| Fabian Wegmann        | 20.06.1980 | Tyskland       | Leopard-Trek            |
| David Zabriskie       | 12.01.1979 | USA            |                         |